# دوست پسر جدید مادرم
دوست پسر جدید مادرم (به انگلیسی: My Mom's New Boyfriend) یک فیلم سینمایی آمریکایی در ژانر جنایی وکمدی رمانتیک محصول سال ۲۰۰۸ به نویسندگی و کارگردانی جورج گالو می‌باشد. بازیگران اصلی این فیلم کالین هنکس ، آنتونیو باندراس ، سلما بلر و مگ رایان هستند.  

## خلاصه داستان
"هنری دوراند" (کالین هنکس) مامور فدرالی است که ماموریت سختی به او داده شده است، زیر نظر گرفتن مادرش و دوست او (آنتونیو باندراس) که مظنون به هدایت یک باند تبهکاری می باشد تا این که...